# 1,3-dithiol

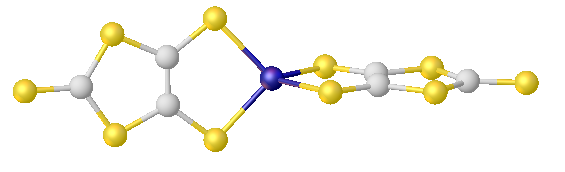
Struktura aniontu [Zn(dmit)_{2}]^{2−}, s dvojicí 1,3-dithiol-4,5-dithiolátových ligandů navázaných na zinek.

1,3-dithiol (systematicky 1,3-dithiacyklopenten) je heterocyklická sloučenina obsahující pětičlenný cyklus s jednou dvojnou vazbou a dvěma atomy síry; jako 1,3-dithioly se označují i deriváty této sloučeniny, například ligand dmitNa2 (Na2dmit).
Zahříváním roztoků 1,3-dithiolů dochází k izomerizaci na 1,2-dithioly.